# Voi assassini
Voi assassini (Illegal) è un film del 1955 diretto da Lewis Allen.

## Trama
Il procuratore distrettuale Victor Scott riesce a far condannare alla sedia elettrica Ed Clary, per un crimine di cui si scoprirà non esserne stato l'autore. Dopo le dimissioni e un periodo di depressione, confortato soltanto dall'alcol, riprende il posto di semplice avvocato civile. Il boss Frank Garland cerca di servirsi di Scott per aggirare la legge, ma l'avvocato non si lascia corrompere. Garland ordina a Ray Borden, suo fido, di fare fuori Scott; la notizia viene intercettata da Ellen, moglie di Borden nonché cara amica di Scott. Borden lo viene a sapere, tenta di uccidere la moglie, ma ella si difende uccidendolo a colpi di pistola. Accusata di omicidio colposo, ne prende le sue difese lo stesso Scott, che mentre si dirige in tribunale viene ferito da un colpo di pistola dagli uomini di Garland. Barcollante, entra in tribunale, fa testimoniare un'importante testimone e riesce a provare l'innocenza di Ellen e la colpevolezza di Garland. Vincendo la sua ultima causa, Scott si accascia al suolo morendo.

## Produzione
Il film, prodotto dalla Warner Bros., è un rifacimento dei precedenti The Mouthpiece (1932) e L'uomo che parlò troppo (1940).

## Distribuzione
Distribuito nelle sale statunitensi il 28 ottobre 1955, è uscito in Italia nel dicembre dello stesso anno.

## Colonna sonora
La traccia principale è Too Marvelous for Words scritta da Johnny Mercer (testo) e Richard A. Whiting (musica) nel 1937, qui suonata col pianoforte da Jayne Mansfield.

## Curiosità
Il personaggio di Garland possiede un'importante collezione di quadri: si possono vedere opere di Paul Gauguin, Edgar Degas, Carolus-Duran e della moglie del regista, Gladys Lloyd.